# Китаизмы в корейском языке
Ханчао (кор. 한자어?, 漢字語?) — часть лексики корейского языка, которая была заимствована из китайского языка или составлена в Корее из заимствованных элементов.
Китаизмы — один из трёх главных источников, из которых формировался лексикон корейского языка (двумя другими являются исконно корейские слова и заимствования из прочих языков, в основном, английского).
Аналогично канго в японском, ханчао составляют около 60 % лексического запаса языка.
| Значение слова | Хангыль                                  | Ханча                                      | Японские синдзитай (кюдзитай)                                     | Традиционный китайский (упрощённый китайский)       | Примечание |  |
| --- | ---------------------------------------- | ------------------------------------------ | ----------------------------------------------------------------- | --------------------------------------------------- | --- |  |
| Погода | 일기 ильги                               | 日氣 жици                                  | 天気 (天氣) тэнки                                                 | 天氣 (天气) тяньци                                  | |  |
| Машина | 자동차 чадонъчха                         | 自動車 цзыдунчэ                            | 自動車 дзидо:ся                                                   | 汽車 (汽车) цичэ                                    | Слово 自動 (自动) означает «автоматический». |  |
| Президент | 대통령 тэтхонънёнъ                       | 大統領 датунлин                            | 大統領 дайто:рё:                                                  | 總統 (总统) цзунтун                                 | |  |
| Письмо | 편지 пхёнджи                             | 便紙 бяньчжи 片紙 пяньчжи                  | 手紙 тэгами                                                       | 信 синь 信函 синьхань                               | Иероглиф 紙 означает «бумага», а 函 — «письмо» в вэньяне. |  |
| Макулатура, туалетная бумага | 휴지 хюджи                               | 休紙 сючжи                                 | 塵紙 тиригами                                                     | 抹手紙 (抹手纸) машоучжи                            | Слово 衛生紙 (卫生纸) означает туалетную бумагу. |  |
| Подарок | 선물 сонмуль                             | 膳物 шаньу                                 | 土産 (土產) миягэ                                                 | 禮物 (礼物) лиу                                     | Слово 土產 (土产) в китайском языке означает домашние, местные продукты питания, которые часто дарят |  |
| Газета | 신문 синмун                              | 新聞 синьвэнь                              | 新聞 симбун                                                       | 報紙 (报纸), баочжи 報 (报) бао                     | Слово 新闻 (新聞) в китайском языке означает «новости». |  |
| Счёт | 외상 весанъ                              | 外上 вайшан                                | 勘定 кандзё:                                                      | 賬單 (账单) чжандань                                | Слово 外上 отсутствует в китайском языке. |  |
| Обеденный стол | 식탁 сиктхак                             | 食卓 шичжо                                 | 食卓 сёкутаку                                                     | 餐桌 цаньчжо                                        | В путунхуа 食 означает «еда», но в других китайских языках сохраняется «есть». В путунхуа 卓 и 桌 — разные иероглифы с разными значениями: «высокий, выдающийся» и «стол» соответственно.                                                                          |  |
| Чек | 수표 супхё                               | 手票 шоупяо                                | 小切手 когиттэ                                                    | 支票 чжипяо                                         | |  |
| Визитка | 명함 (мёнъхам)                           | 名銜 минсянь                               | 名刺 мэйси                                                        | 名片 минпянь                                        | Слово 名銜 в кантонском языке или книжной речи означает «титул». |  |
| Врач | 의사 ыйса                                | 醫師 иши                                   | 醫師 (医師) иси, 医者, (醫者) ися                                 | 醫生 (医生) ишэн 西醫 (西医) сии                    | В китайском имеется две разновидности «врачей»: представленная ранее — врач, практикующий западную медицину, 大夫 — врач традиционной китайской медицины (значение распространилось на докторов вообще), 中醫師 (中医师) — термин для врача традиционной медицины. |  |
| Служанка | 식모, 하녀 сикмо, ханё                   | 食母 шиму 下女 сянюй                       | 下女 гэдзё                                                        | 女傭 (女佣) нюйюн 女僕 (女仆) нюйпу                 | Слово 食母 в китайском языке означает «кормилица». Cлово 下女 использовалось в вэньяне. |  |
| Запрещать, отменять | 휴지 хюджи, 해지 хэджи, 취소 чхвисо      | 休止 сючжи, 解止 цзечжи, 取消 цюйсяо       | 禁止 кинси, 取消 торикэси                                         | 禁止 цзиньчжи 阻止 цзучжи 取消 цюйсяо               | |  |
| Учиться | 공부 конъбу                              | 工夫 гунфу                                 | 勉強 бэнкё:, 学習 (學習) гакусю:                                  | 學習 (学习) сюэси                                   | Слово 工夫 в китайском языке означает «время, затраченное на выполнение работы», «опыт, умение». Слово 勉強 в китайском языке означает «заставлять кого-нибудь».                                                                                                   |  |
| Аэропорт | 공항 конъханъ                            | 空港 кунган                                | 空港 ку:ко:                                                       | 機場 (机场) цзичан 空港 кунган                      | Слово 空港 является заимствованием из японского языка. |  |
| Самолёт | 비행기 пихэнъги                          | 飛行機 фэйсинцзи                           | 飛行機 хико:ки                                                    | 飛機 (飞机) фэйцзи                                  | Слово 飛行機 в путунхуа является устаревшим, но все еще используется в хакка на Тайване и тайваньском хокло. |  |
| Заключённый | 수인 суин                                | 囚人 цюжэнь                                | 囚人 сю:дзин                                                      | 囚犯 цюфань 囚徒 цюту 犯人 фаньжэнь                 | |  |
| МБР | 대륙간탄도미사일 тэрёккан-тхандо-мисаиль | 大陸間彈道미사일 далуцзянь-даньдао мисаиль | 大陸間弾道ミサイル (大陸間彈道ミサイル) тайрикукан-дандо:-мисаиру | 洲際彈道飛彈 (洲际弹道导弹) чжоуцзи-даньдао-фэйдань | Слово 洲際 (洲际) используется чаще, но оно также является синонимом слова «межконтинентальный» 大陸間 (大陆间). |  |
| Компьютер | редко 전산기 чонсанги                    | 電算機 дяньсуаньцзи                        | 電算機 дэнсанки (калькулятор)                                     | 電腦 (电脑) дяньнао 計算機 (计算机) цзисуаньцзи     | Слово 计算机 используется только в материковом Китае и образовано от глагола 计算, «вычислять». Более распространенным во всех остальных частях света является слово 電腦 (电脑).                                                                                  |  |
| Вступление | 소개 согэ                                | 紹介 шаоцзе                                | 紹介 сё:кай                                                       | 介紹 (介绍) цзешао                                  | Слово 紹介 используется в книжной речи, а также в хакка на Тайване и тайваньском хокло. |  |
| Случай, ситуация | 경우 кёнъу                               | 境遇 цзинъюй                               | 場合 баай, 境遇 кё:гу:                                            | 情形 цинсин 境遇 цзинъюй 場合 (场合) чанхэ          | |  |
| Местоположение | 행방 хэнъбанъ                            | 行方 синфан                                | 行方 юкуэ                                                         | 行踪 синцзун 去向 цюйсян                            | Слово 行方 отсутствует в китайском языке. |  |
| Иностранная валюта | 외환 ыйхван                              | 外換 вайхуань                              | 為替 (爲替) кавасэ                                                | 兌換 (兑换) дуйхуань                                | Слово 外換 (外换) отсутствует в китайском языке. |  |
| Обмен валюты | 환전 хванджон                            | 換錢 хуаньцянь                             | 両替 (兩替) рё:гаэ                                                | 換錢 (换钱) хуаньцянь                               | |  |
| Обещание | 약속 яксок 언약 оняк                     | 約束 юэшу 言約 яньюэ                       | 約束 якусоку                                                      | 約定 (约定) юэдин 承諾 (承诺) чэнно                 | Слово 約束 в путунхуа означает «ограничивать». |  |
| Бомбардировщик | 폭격기 пхоккёкки                         | 爆擊機 баоцзицзи                           | 爆撃機 (爆擊機) бакугэкики                                        | 轟炸機 (轰炸机) хунчжайцзи                          | Слово 爆撃機 (爆撃机) отсутствует в китайском языке. |  |
| Фирма, компания | 회사 хвеса                               | 會社 хуэйшэ                                | 会社 (會社) кайся                                                 | 公司 гунсы                                          | Слово 會社 (会社) используется в значении "религиозное объединение" или "купеческая гильдия" со времен вэньяня, однако значение "торговая компания" или "промышленное общество" — это заимствование из японского языка.                                            |  |
| Фракция | 파벌 пхаболь                             | 派閥 пайфа                                 | 派閥 хабацу                                                       | 派系 пайси                                          | Слово 派閥 в китайском языке отсутствует. |  |
| Ответственный | 담당자 тамаданъджа                       | 担當者 даньданчжэ                          | 担当者 танто:ся                                                   | 負責人 (负责人) фуцзэжэнь                           | Слово 担當 (担当) является синонимом 負責 (负责) в путунхуа. |  |
| Кино, фильм | 영화 ёнъхва                              | 映畵 инхуа                                 | 映画 (映畵) эйга                                                  | 電影 (电影) дяньин                                  | Раньше в китайском языке употреблялась калька с японского 映畵 (映画). |  |
| Поддержка (компьютерная) | 지원 чивон                               | 支援 чжиюань                               | 対応 (對應) тайо:                                                 | 支援 чжиюань 支持 чжичи                             | |  |
| Вождение автомобиля | 운전 унджон                              | 運轉 юньчжуань                             | 運転 (運轉) унтэн                                                 | 駕駛 (驾驶) цзяши 運行 (运行) юньсин                | Слово 運轉 (运转) использовалось в вэньяне в значении "вращаться вокруг оси", значение "водить машину"/"управлять механизмом" является заимствованием из японского языка.                                                                                          |  |
| Образование дней недели по формуле X曜日 в корейском и японском языке было заимствовано из среднекитайского, названиями дней недели были имена планет: 火星 (Марс), 水星 (Меркурий), 木星 (Юпитер), 金星 (Венера), 土星 (Сатурн), Луны 月 и Солнца 日. |                                          |                                            |                                                                   |                                                     | |  |
| Понедельник | 월요일 ворёиль                           | 月曜日 юэяожи                              | 月曜日 (月曜日) гэцуё:би                                          | 星期一 синции 周一 чжоуи                            | |  |
| Вторник | 화요일 хваёиль                           | 火曜日 хояожи                              | 火曜日 (火曜日) каё:би                                            | 星期二 синциэр 周二 чжоуэр                          | |  |
| Среда | 수요일 суёиль                            | 水曜日 шуйяожи                             | 水曜日 (水曜日) суйё:би                                           | 星期三 синцисань 周三 чжоусань                      | |  |
| Четверг | 목요일 могёиль                           | 木曜日 муяожи                              | 木曜日 (木曜日) мокуё:би                                          | 星期四 синцисы 周四 чжоусы                          | |  |
| Пятница | 금요일 кымёиль                           | 金曜日 цзиньяожи                           | 金曜日 (金曜日) кинъё:би                                          | 星期五 синциу 周五 чжоуу                            | |  |
| Суббота | 토요일 тхоёиль                           | 土曜日 туяожи                              | 土曜日 (土曜日) доё:би                                            | 星期六 синцилю 周六 чжоулю                          | |  |
| Воскресенье | 일요일 ирёиль                            | 日曜日 жияожи                              | 日曜日 (日曜日) нитиё:би                                          | 星期天 синцитянь 周日 чжоужи 星期日 синцижи         | |  |

Некоторые ханчао происходят от японских слов, читающихся по кунному чтению, то есть, японских слов, составленных из заимствованных иероглифов.
| Перевод      | Японский | Ханча   | Хангыль | Китайский (кантонский; путунхуа)           |
| ------------ | -------- | ------- | ------- | ------------------------------------------ |
| собирать     | 組み立て | 組立    | 조립    | 組合 (组合)                                |
| собирать     | кумитатэ | чорип   | чорип   | zou2hap6 (zǔhé)                            |
| здание       | 建物     | 建物    | 건물    | 建築物 (建筑物), 樓宇 (楼宇)               |
| здание       | татэмоно | конмуль | конмуль | gin3zuk1mat6 (jiànzhùwù), lau4jyu5 (lóuyǔ) |
| оценивать    | 見積もり | 見積    | 견적    | 估計 (估计)                                |
| оценивать    | мицумори | кёнджок | кёнджок | gu2gai3 (gūjì)                             |
| акция        | 株式     | 株式    | 주식    | 股份                                       |
| акция        | кабусики | чусик   | чусик   | gu2fan6 (gǔfèn)                            |
| соревнование | 試合     | 試合    | 시합    | 比賽 (比赛)                                |
| соревнование | сиай     | сихап   | сихап   | bei2coi3 (bǐsài)                           |